# 滕州市第一中学
滕州市第一中学，简称滕州一中，是山东省枣庄市滕州市的高级中学，创建于1913年，是山东省示范高中。现主校区位于滕州市学院路东路。滕州一中有东、西两校120个高中教学班，学生与教师总人数近万人。建校初的校训是“以善先人，因材施教，博观深悟，强学力行”。

## 历史沿革

### 新民学校
- 1913年，由美国基督教北长老会牧师狄乐播创办。设于山东滕县北关。学制4年，教学内容以“道学为主，常识为副”，设有国文、英文、圣经、算学、历史、地理等课程。教具齐全，历史、地理教学有标本古陶、化石等。首届招生20余人。

### 华北弘道院
- 1927年改名华北弘道院，设道学科和初、中、高级圣经科共4个班。
- 1935年起，学制、课程渐接近普通中学。
- 1938年设初、高中各3个班及1个培养传道人员的中级班。

### 私立弘道中学
- 1947年，改称私立弘道中学，以“以善先人，因材施教；博观深恒，强学力行”为校训。为美国北长老会山东教会培养中国神职人员的中心基地之一。

### 滕县中学
- 1950年, 江苏铜北中学迁入，改私立为公办，改名滕县中学。

### 滕县一中
- 1964年 (?), 改称滕县一中, 被教育部确定为全国31所大改试点学校之一.

### 滕州一中
- 1988年, 滕县升为滕州市, 滕县一中相应改称为滕州一中.

## 历任校长
- 1951年-1955年 曹洁村
- 1955年-1965年 冯昌和
- 1965年-1975年 马昭航
- 1976年-1980年 时维敬
- 1980年-1983年 汪文浩
- 1983年-1987年 萧衍雄
- 1987年-1995年 官景成
- 1995年-2000年 崔继忠
- 2001年-2006年 侯同运
- 2006年- 2018年 高守民
- 2018年- 今  刘春雨

## 著名校友
- 李继耐  上将，中国人民解放军总政治部主任